# Kálí

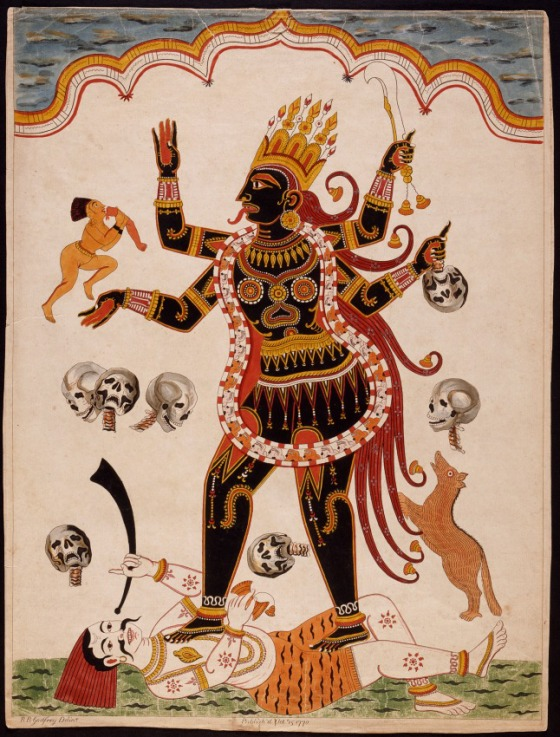
Vyobrazení Kálí

Kálí (sanskrt: काली, doslova „černá“ či „tmavomodrá“) je hinduistická bohyně, hněvivý aspekt Déví, spojená se smrtí a zánikem. Bývá též považována za vládkyni času a změn, což souvisí s její vládou nad smrtí. Na vyobrazeních mívá mimo jiné tmavě modrou barvu, vyplazený jazyk a čtyři ruce. Může být též označována jako Párvatí, Durga nebo Šaktí. Je protějškem boha Šivy.
Nedaleko Káthmándú je jí zasvěcený chrám Dakšinkálí.

## Zajímavost
Zatímco se zvířecím obětem bohyně Kálí v Indii hlava usekává, v Nepálu se dané oběti podřezávají.
Thugové cestující až do 19. století ve skupinách po indickém subkontinentu a fungující jako gangy lupičů, kteří své oběti obelstili a později uškrtili, se považovali za děti Kálí, protože byli prý stvořeni z jejího potu.

## Galerie

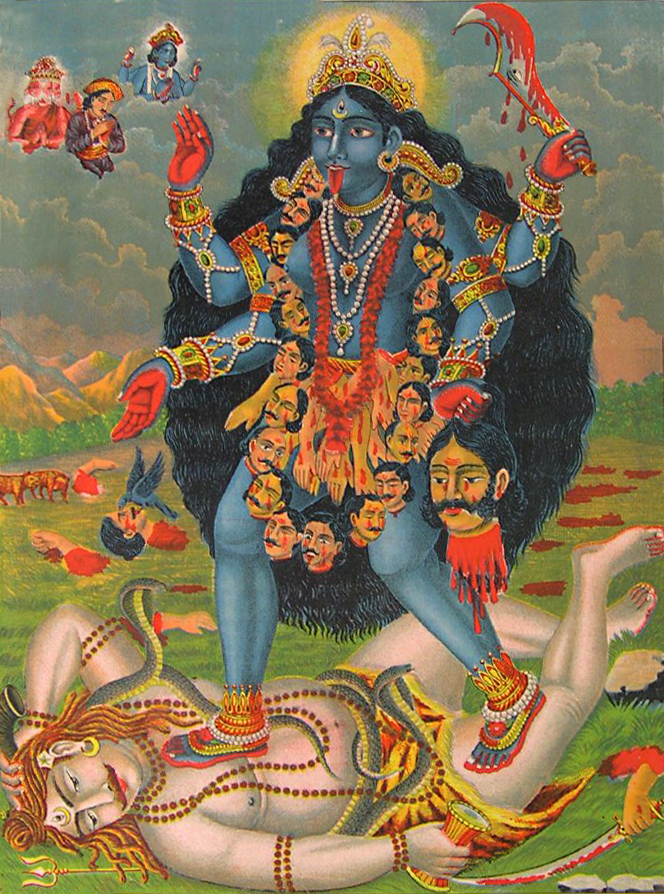
Bohyně Kálí (litografie)
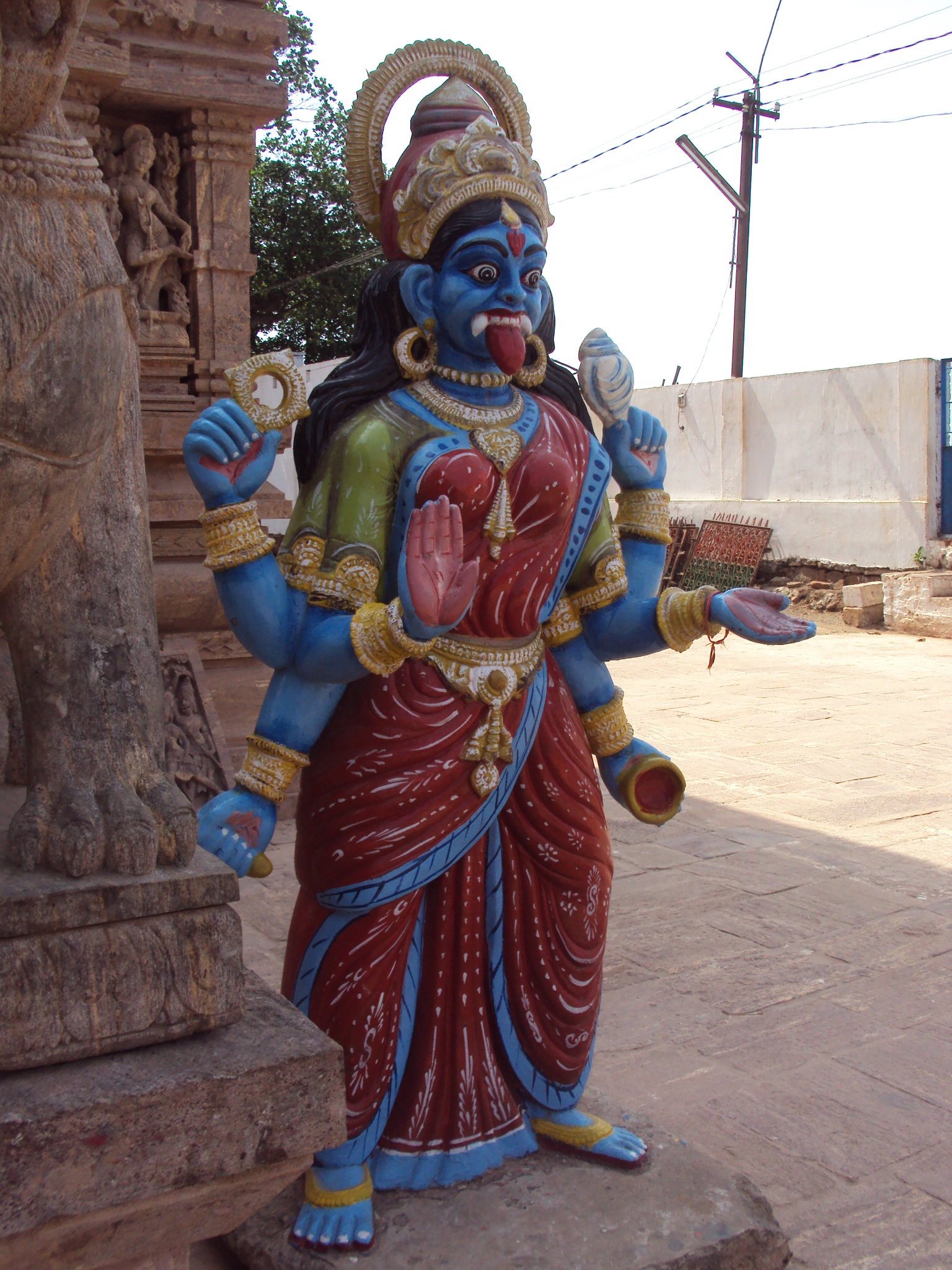
Socha bohyně Kálí (Goa)
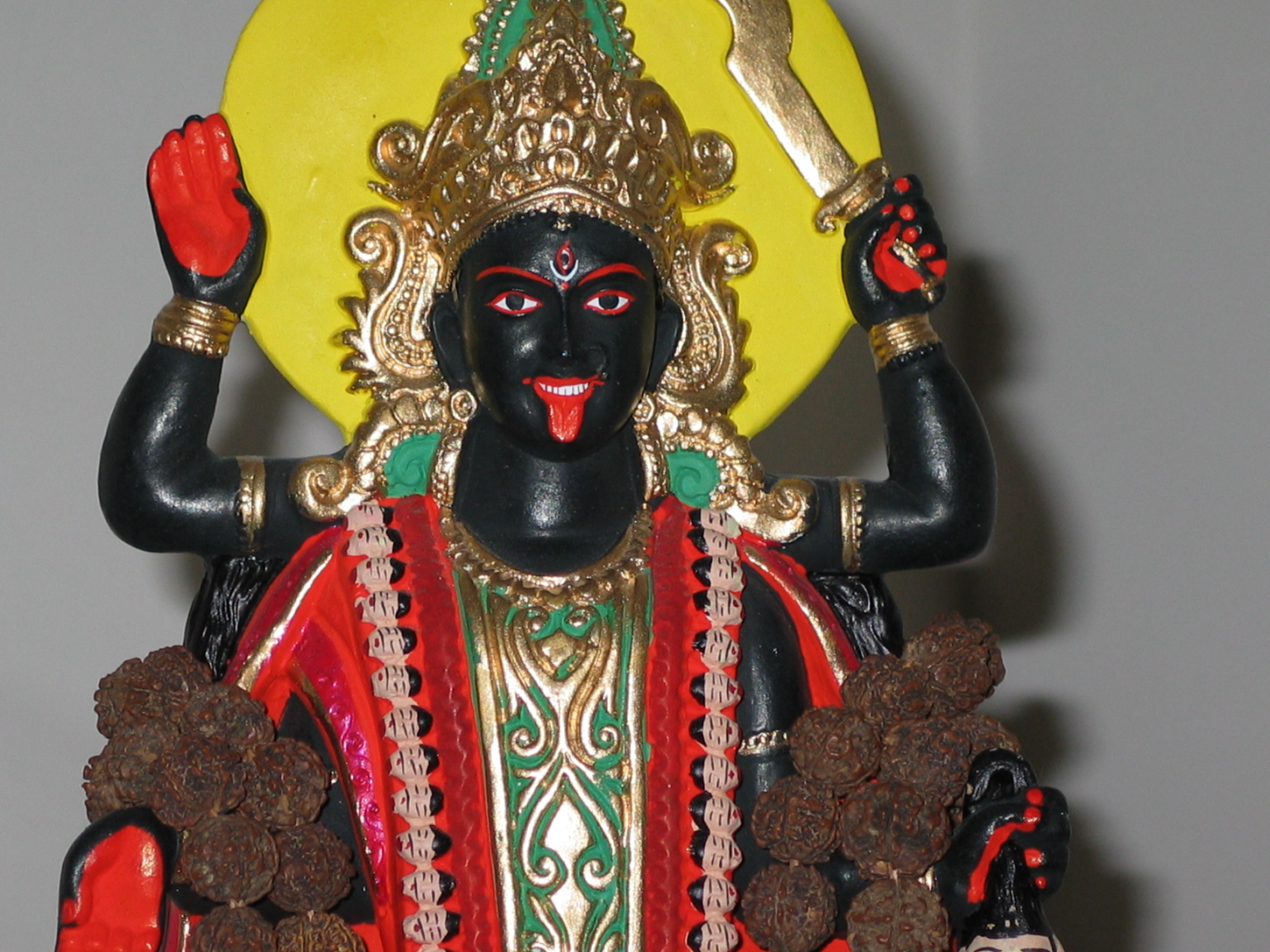
Socha bohyně Kálí
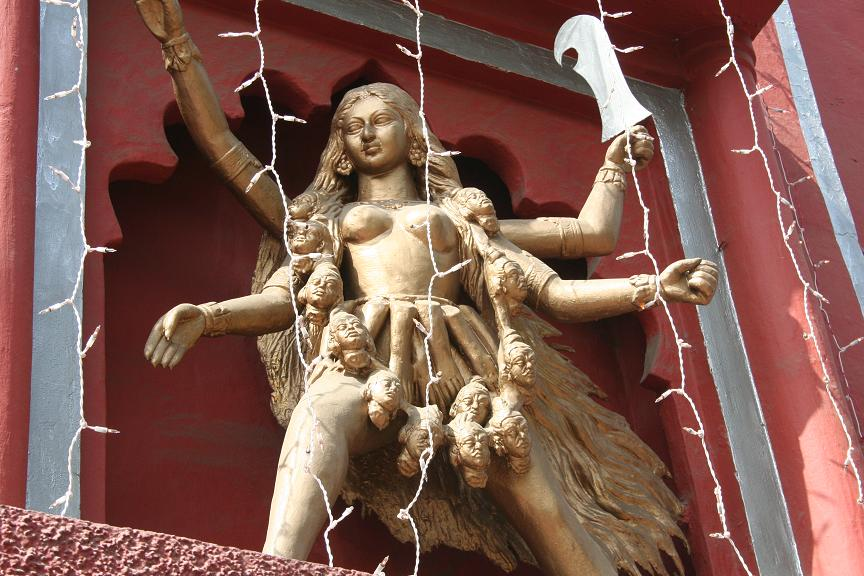
Socha bohyně Kálí na jednom z chrámů zasvěcených Kálí v Dillí
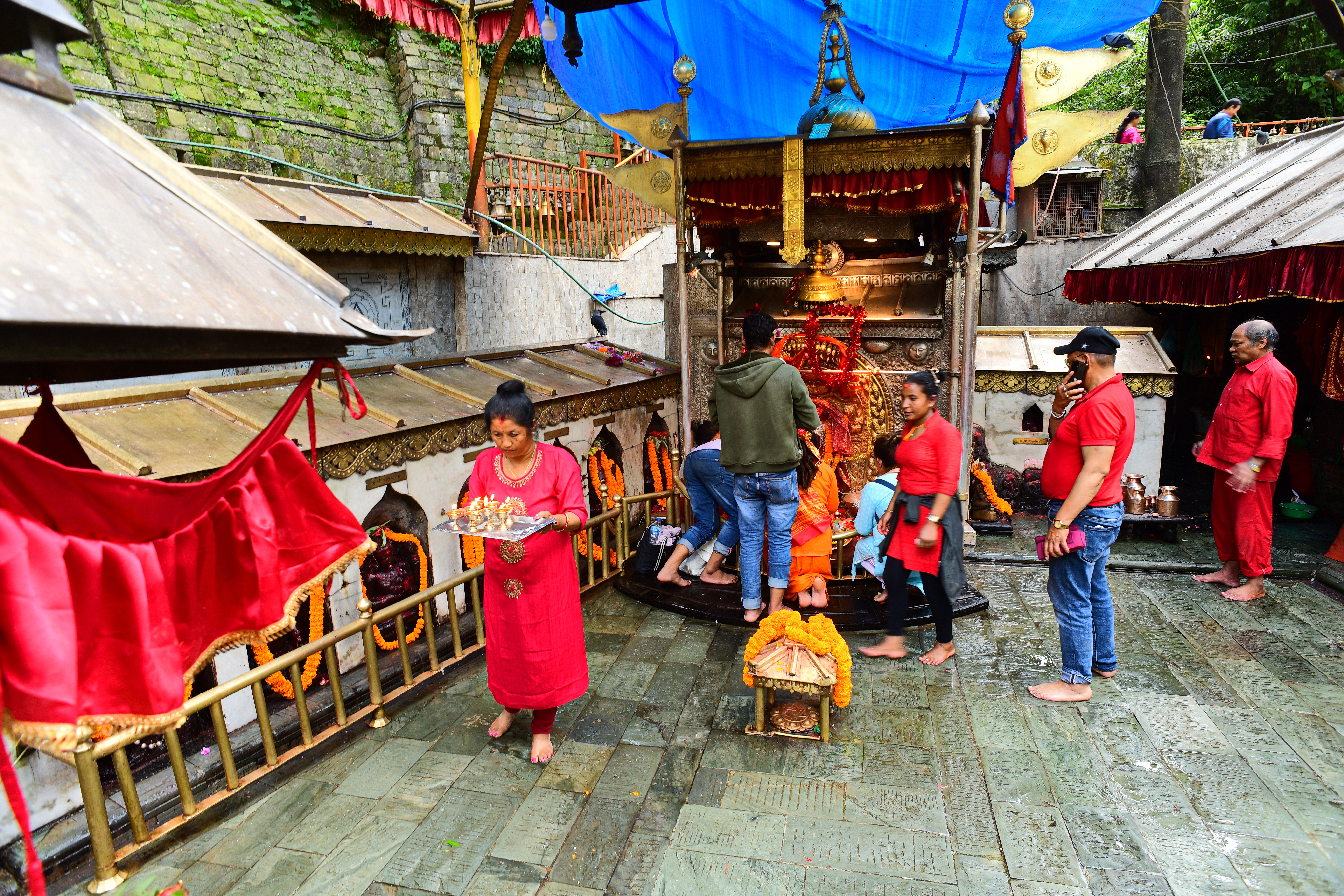
Chrám Dakšinkálí v Nepálu
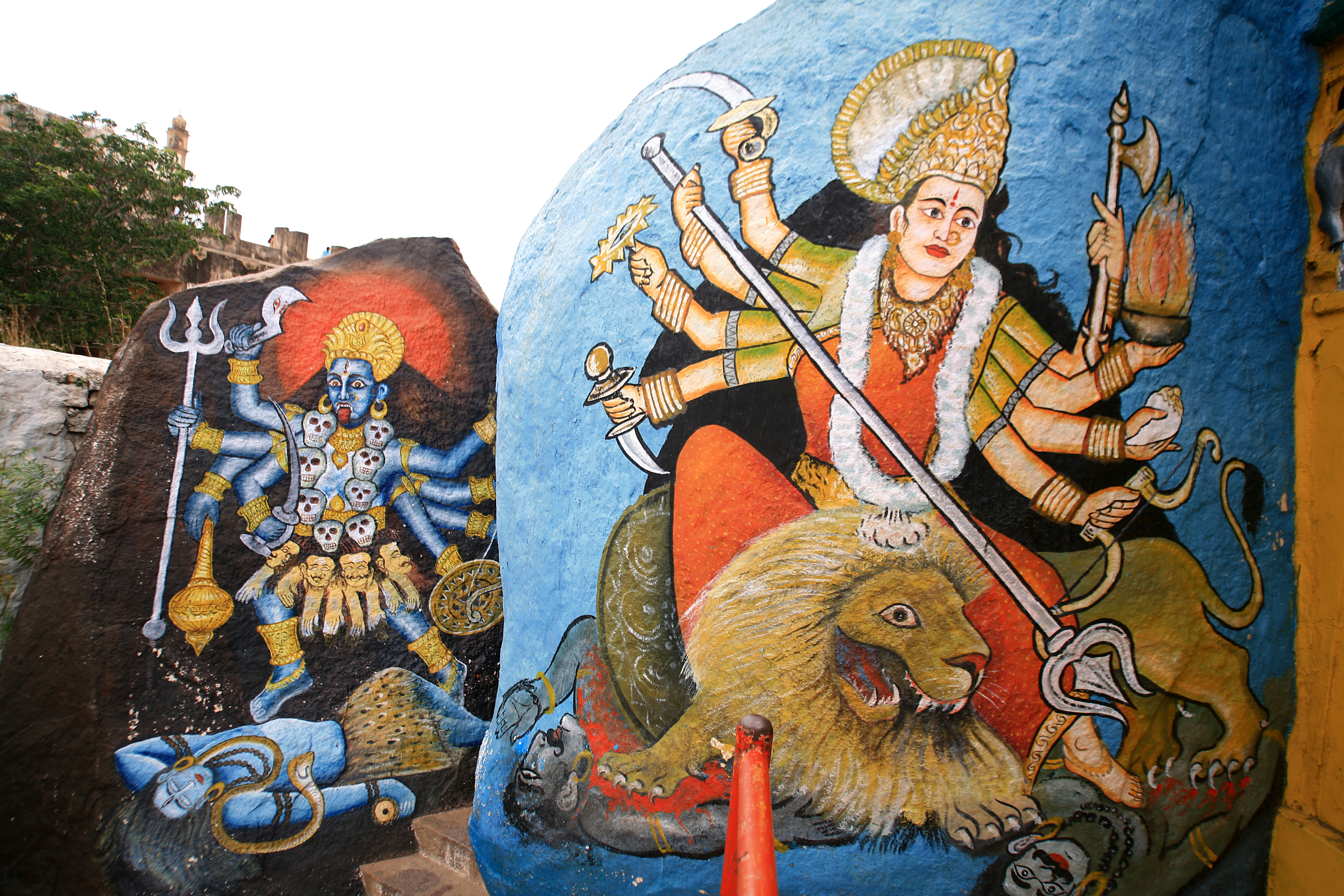
Vyobrazení bohyň Kálí a Durga u hinduistické svatyně v Indii
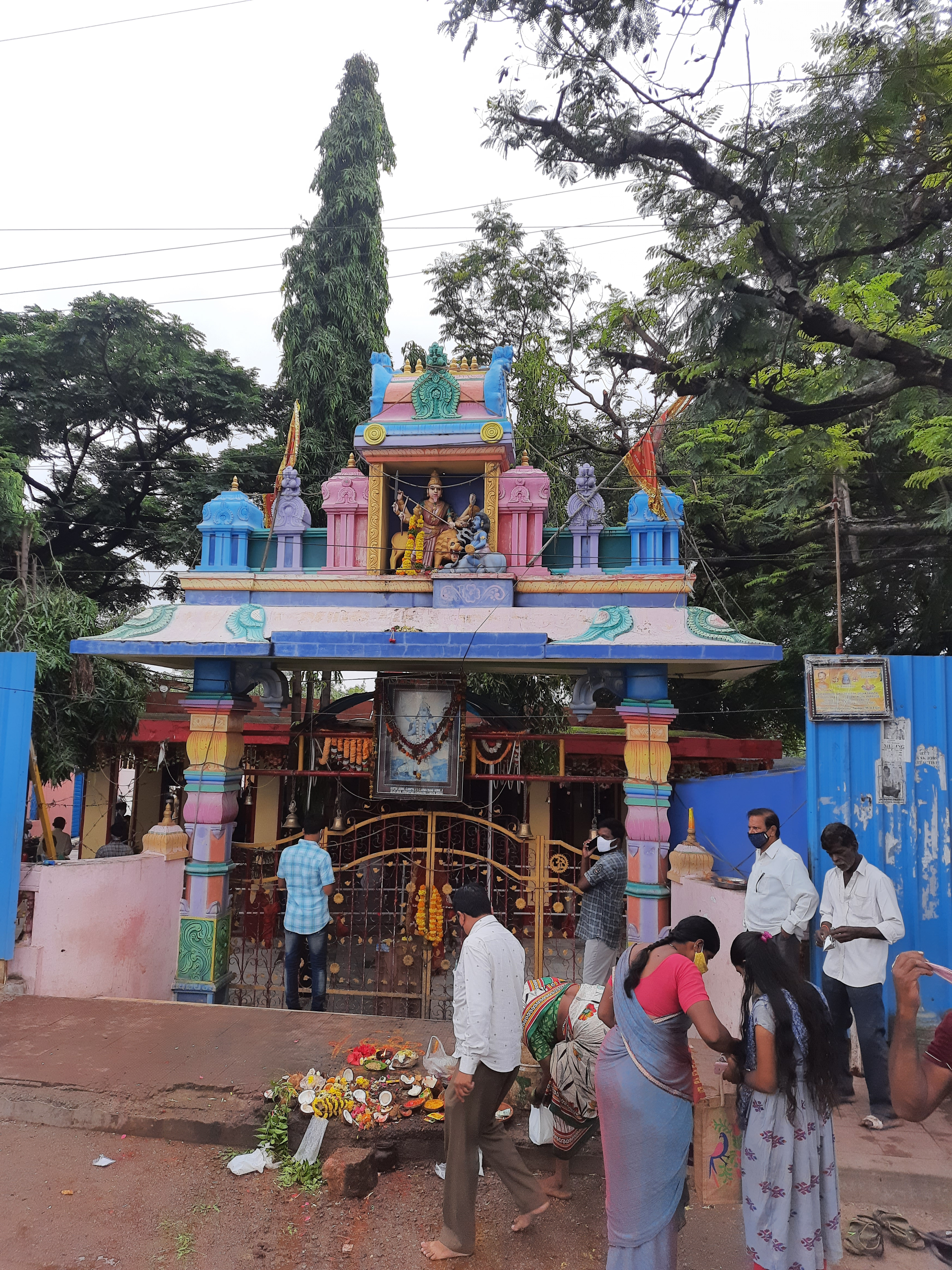
Chrám bohyně Kálí v Indii